# 7. Gebirgs-Division (Wehrmacht)
Die 7. Gebirgs-Division war ein Großverband der Gebirgstruppe der Wehrmacht im Zweiten Weltkrieg.

## 99. leichte Infanterie-Division

### Aufstellung
Die Division wurde am 15. November 1940 in Bad Kissingen als 99. leichte Infanterie-Division aufgestellt. 

### Verlegung an die Ostfront
Als solche nahm sie als Teil der 6. Armee am Krieg gegen die Sowjetunion teil und rückte in deren Verband bis Kiew vor.

### Auflösung durch Umgliederung
Im August 1941 erfolgte die Verlegung zur Umgliederung auf den Truppenübungsplatz Grafenwöhr.

## 7. Gebirgs-Division

### Aufstellung  durch Umgliederung
Von August 1941 bis zum 22. Oktober 1941 wurde der Verband zur 7. Gebirgs-Division umgegliedert.

### Verlegung an die Ostfront
Teile der Division wurden als „Gruppe Hoffmeister“ im März 1942 in den Nordabschnitt der Ostfront an den Ilmensee verlegt und der „Stoßgruppe Seydlitz“ während der Angriffs- und Abwehrkämpfe im Raum Koslowa-Kudrowa, am Redzy-Weg und am Gridino-Weg unterstellt. 

### Teilweise Verlegung nach Finnland
Die übrigen Teile der Division wurden als „Gruppe Krakau“ – benannt nach dem Divisionskommandeur – nach Finnland verlegt und in Angriffs- und Abwehrkämpfe im Raum Uhtua verwickelt.

### Verlegung der restlichen Division nach Finnland
Im Juli/August 1942 wurde die „Gruppe Hoffmeister“ nach Finnland in den Kiestinki-Abschnitt verlegt und dort wieder mit den anderen Teilen der Division zusammengeführt, die anschließend die finnische Division J ablöste.
Es folgten Abwehrkämpfe in Nordfinnland gegen überlegene sowjetische Kräfte. 

### Rückzug aus Finnland
Als Finnland am 2. September 1944 die diplomatischen Beziehungen abbrach und schließlich am 19. September 1944 mit der Sowjetunion einen Waffenstillstandsvertrag unterzeichnete, entstand für die deutschen Truppen eine schwierige Lage. Die Finnen hatten sich verpflichtet, die deutschen Truppen zu entwaffnen und der Sowjetunion als Gefangene zu übergeben. Demzufolge entwickelten sich Kämpfe zwischen den eigenen Truppen und den ehemaligen Verbündeten, die einen Rückzug der Deutschen nach Norwegen verhindern sollten (siehe auch Lapplandkrieg).

### Sturmbockstellung
Ab Oktober 1944 wehrte die Division als Teil der 20. Gebirgs-Armee in der „Sturmbockstellung“ im Länderdreieck Norwegen – Finnland – Schweden sowjetische Angriffe ab. Ab Januar 1945 begann eine Absetzbewegung zunächst in den Raum Narvik und dann nach Südnorwegen.

### Kapitulation
Im Raum Lillehammer kapitulierte die Division gegenüber den Briten.

## Kommandeure
99. leichte Infanterie-Division
- Generalleutnant Kurt von der Chevallerie – ab 10. Dezember 1940

7. Gebirgs-Division
- Generalleutnant Rudolf Konrad – Aufstellung bis 19. Dezember 1941
- Generalmajor Wilhelm Weiss – 19. Dezember 1941 bis 1. Januar 1942
- Generalleutnant Robert Martinek – 1. Januar bis Juni 1942
- Oberst August Krakau – 1. Mai bis 22. Juli 1942 (mit der stellvertretenden Führung beauftragt)
- Generalleutnant Robert Martinek – 22. Juli bis 10. September 1942
- Generalleutnant August Krakau – 10. September 1942 bis zur Kapitulation

## Gliederung
| 99. leichte Infanterie-Division | 7. Gebirgs-Division |
| --- | --- |
| - Infanterie-Regiment 206 - Infanterie-Regiment 218 - Artillerie-Regiment 82 - Panzerjäger-Abteilung 99 - Aufklärungs-Abteilung 99 - Pionier-Bataillon 99 - Feldersatz-Bataillon 99 - Infanterie-Divisions-Nachrichten-Abteilung 99 - Infanterie-Divisions-Nachschubführer 99 | - Gebirgs-Jäger-Regiment 206 (I.–III.) - Gebirgs-Jäger-Regiment 218 (I.–III.) - Gebirgs-Artillerie-Regiment 82 (I.–III.) - Panzerjäger-Abteilung 99 - Aufklärungs-Abteilung 99 - Gebirgs-Pionier-Bataillon 99 - Feldersatz-Bataillon 99 - Gebirgs-Nachrichten-Abteilung 99 - Divisionseinheiten 99 |

Für die Ersatzgestellung des Stabes war bis Juni 1943 das Infanterie-Ersatz-Bataillon 21 in Fürth, danach das Gebirgsjäger-Ersatz-Bataillon 319 in Coburg zuständig.

## Bekannte Divisionsangehörige
- Zdenko Paumgartten (1903–1984), war von 1961 bis 1968, als General der Infanterie des Bundesheeres, Befehlshaber der Gruppe III
- Otto Seitz (1911–1974), war 1970, als General der Infanterie des Bundesheeres, Leiter der Sektion III im Bundesministerium für Landesverteidigung